# Kolophóni Xenophanész
Xenophanész (görögül: Ξενοφάνης Kr. e. 570 körül – Kr. e. 475 körül), Kis-Ázsia görög lakosságú nyugati részén, Kolophón városában született. Vándorköltőként és -énekesként bejárta egész Görögországot, majd Elea városában telepedett le, és az ottani filozófiai iskola előfutárává vált.
Nemcsak nézetei különböztek jelentősen a milétosziaktól vagy Hérakleitoszétól és Parmenidészétől, de azok kifejtésének módja is. Alapjában nem filozófus volt, hanem olyan költő, akit különösen érdekelt a vallás és még inkább az istenek. Mélyen felháborította, ahogy korának költői példaképei, Homérosz és Hésziodosz vulgarizálták az isteneket, ezért fellépett ellenük. Xenophanész elsősorban egy eredeti megközelítésű kritikus; nem szaktudós, hanem σοφιστής (szofisztísz), avagy „bölcs”.

## Munkássága

### Teológiája
Kritizálta a görög mítoszok vallási tartalmát. A milétosziak még arra törekedtek, hogy a mitikus tanokat természetfilozófiai elképzelésekkel helyettesítsék, és ezzel kiküszöböljék a hagyományos istenképzeteket. Tőlük eltérően Xenophanész kárhoztatta az istenekről alkotott antropomorf nézeteket. Úgy látta, hogy Homérosz történetei az istenek viselt dolgairól összeférhetetlenek az istenség tökéletességének tanával.
Az ember úgy tartja, hogy az istenek születnek, ruhát viselnek; s hangjuk és külsejük: akár az embereké. ...
Bizony, az etiópiaiak istenei feketék és széles orrúak, s a thrákokéinak haja veres, és szemük kék. ...
Bizony, ha az ökröknek és lovaknak volna kezük, s az emberekhez hasonlóan szobrokat készítenének, a lovak ló alakú isteneket mintáznának, az ökrök pedig ökör alakúakat. ...
Homérosz és Hésziodosz az isteneket olyan tulajdonságokkal is felruházták, amelyek szégyenteljesek és gyalázatosak az emberek között; tolvajsággal, házasságtöréssel, csalárdsággal és mindenféle törvénytelen cselekedetekkel. ...
A többistenhitet elvetve az istenség egységét hirdette, és határozottan fellépett a homéroszi istenek ellen. Az egyetlen istenség, mint legfőbb lény feltételezésével megalapozta a sokféleség mögött rejtőző változatlan és örök létező elképzelését:
Senki se tud bizonyost és senki se lesz, aki tudva értse az isteneket s amiről itt szólok: a Mindent; mert ha a teljességre netán el is érne szavával, nem tudná maga sem – hisz mindent elfed a látszat.
Egy isten, ki az isteni s emberi nem legerősebbje,
ám halandóknak sem formára, sem észre nem mása
Egy s ugyanott marad Ő – meg sem mozdulva – örökkön, s össze se fér vele az, hogy majd ide, majd oda menjen.
A mozdulatlan istenség felfogásával szemben felléptek a keresztény egyházatyák, ókeresztény írók. Közülük a legnevezetesebb Lactantius, aki egy teljes művet szentelt Isten haragjának (De Ira Dei).

### Kozmogónia és kozmológia
Azt állította, hogy a világon minden földből keletkezett: „Földből lett minden és oda tér meg minden a földbe” és ”Föld és víz minden, ami csak él vagy megterem itten”. Lehet, hogy Xenophanész a Föld alakjáról eleve nem írt semmit, de lehet, hogy ezek az elképzelései egyszerűen elvesztek. Ezekről a nézeteiről annyit tudunk, hogy egyik vége a lábunk alatt kezdődik és innen a végtelenbe nyúlik lefele:Lábunknál jól látszik a földnek e fönti határa: légbe-törő, de alant a határtalanba gyökerezik.
Az égitestekről alkotott elképzeléséről több antik gondolkodó feljegyzései is beszámolnak: Hippolütosz elmondja, hogy Xenophanész szerint a Nap számtalan kis tűzrészecskéből áll, és feltételezte számtalan további nap és hold létezését. Pszeudo-Plutarkhosz és Aethiosz szerint Xenophanész a Napot, a Holdat és a többi égitestet a felhőkből származtatta. Ebben a rendszerben ezek az égitestek nem állandóak és nem anyagi természetűek pusztán a föld lángra lobbant kipárolgásai. A csillagok hajnalra kiégnek, és este az új kigőzölgésekből újra megszületnek, mint ahogyan (az összesűrűsödött szikrákból) a Nap is. A Hold nem más, mint egy összesűrűsödött, fénylő felhő, amely havonta szertefoszlik és újjáalakul. A Föld különböző tájain más és más napok és holdak világolnak: a közös csak az, hogy mindegyik köd, látszat csupán.
Hippolütosz elbeszélése alapján Xenophanész azt gondolta, hogy a kozmosz időközönként elpusztul, pontosabban a föld feloldódik a vízben. Erre a tényre egyrészt alighanem abból következtetett, hogy tengeri élőlények megkövesedett maradványait a tengertől távol is megtalálhatjuk – a másik ok a barlangok faláról csöpögő víz volt. Ezen a ponton Xenophanész egyetért Anaximandrosszal abban, hogy az élőlények az iszapból származnak, de míg Anaximandrosz úgy gondolta, hogy az élőlények a kiszáradás miatt pusztulnak ki időnként, Xenophanész ezt vízözönnel magyarázta. A vízözön gondolata nem állt távol az antik gondolkodástól: több vízözönről szóló történet is fennmaradt, mint Deukalión és Pürrha özönvize, és találhatunk hasonló elméletet az egyiptomiaknál is.